# Whang Youn Dai Achievement Award

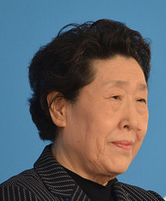
Whang Youn Dai

Whang Youn Dai Achievement Award är ett pris som delas ut i samband med de paralympiska spelen till en kvinnlig och en manlig idrottare som "bäst visar upp spelens anda samt inspirerar och uppmärksammar världen". Priset är uppkallat efter sydkoreanen Whang Youn Dai som drabbades av polio vid tre års ålder. Hon ägnade sitt liv åt att utveckla den paralympiska sporten i Korea och i världen. Vid de paralympiska sommarspelen 1988 i Seoul uppmärksammade den internationella paralympiska kommittén (IPC) hennes insatser för den paralympiska rörelsen och instiftade Whang Youn Dai Achievement Award (tidigare Whang Youn Dai Overcome Prize). Sedan dess har detta pris delats ut under alla paralympiska spel.
Sex finalister, tre kvinnor och tre män, väljs ut bland de deltagande i de paralympiska spelen. Två vinnare utses sedan att ta emot priset och får en guldmedalj vid spelens avslutningsceremoni. Den sydafrikanske löparen Oscar Pistorius nominerades år 2012, men vann inte. På grund av detta beslut från IPC kommer priset inte att delas ut vid den officiella ceremonin vid de paralympiska sommarspelen 2020 i Tokyo. Istället kommer det att ersättas av priset I'mPOSSIBLE Award som instiftades av stiftelsen Agitos och internationella paralympiska kommittén med bidrag från Nippon Foundation Paralympic Support Centre.